# 71855 Incamajorca
71855 Incamajorca è un asteroide della fascia principale. Scoperto nel 2000, presenta un'orbita caratterizzata da un semiasse maggiore pari a 2,532254 UA e da un'eccentricità di 0,081373, inclinata di 11,613962° rispetto all'eclittica. Ha un diametro di 2,223 km.